# Wells Gray Park
Wells Gray Park är en park i Kanada.   Den ligger i provinsen British Columbia, i den centrala delen av landet, 3 300 km väster om huvudstaden Ottawa. Wells Gray Park ligger 1 630 meter över havet.
Terrängen runt Wells Gray Park är bergig norrut, men söderut är den kuperad. Terrängen runt Wells Gray Park sluttar norrut. Trakten runt Wells Gray Park är nära nog obefolkad, med mindre än två invånare per kvadratkilometer.. Det finns inga samhällen i närheten.
I omgivningarna runt Wells Gray Park växer i huvudsak barrskog.